# شترمرغ معمولی

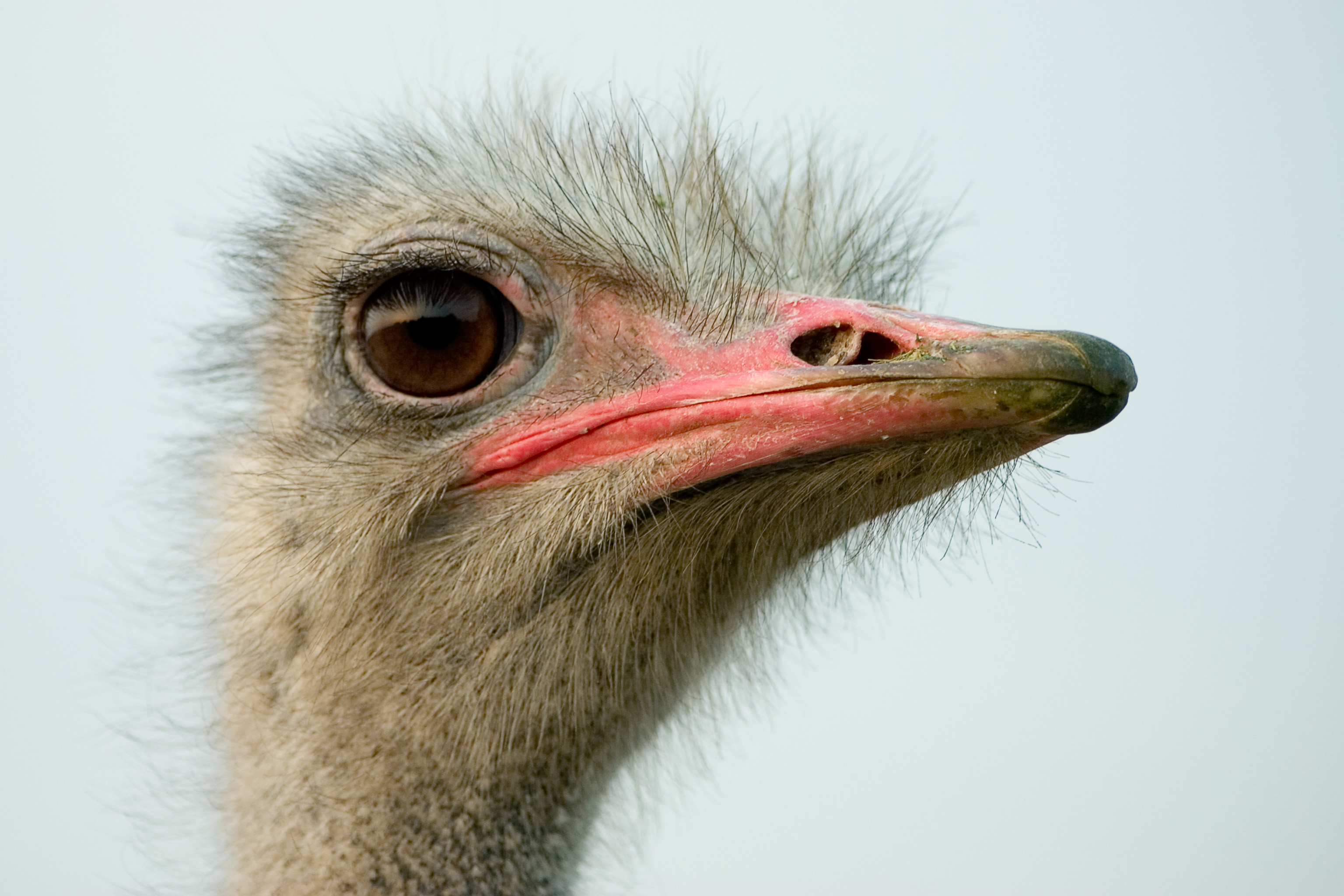
سر

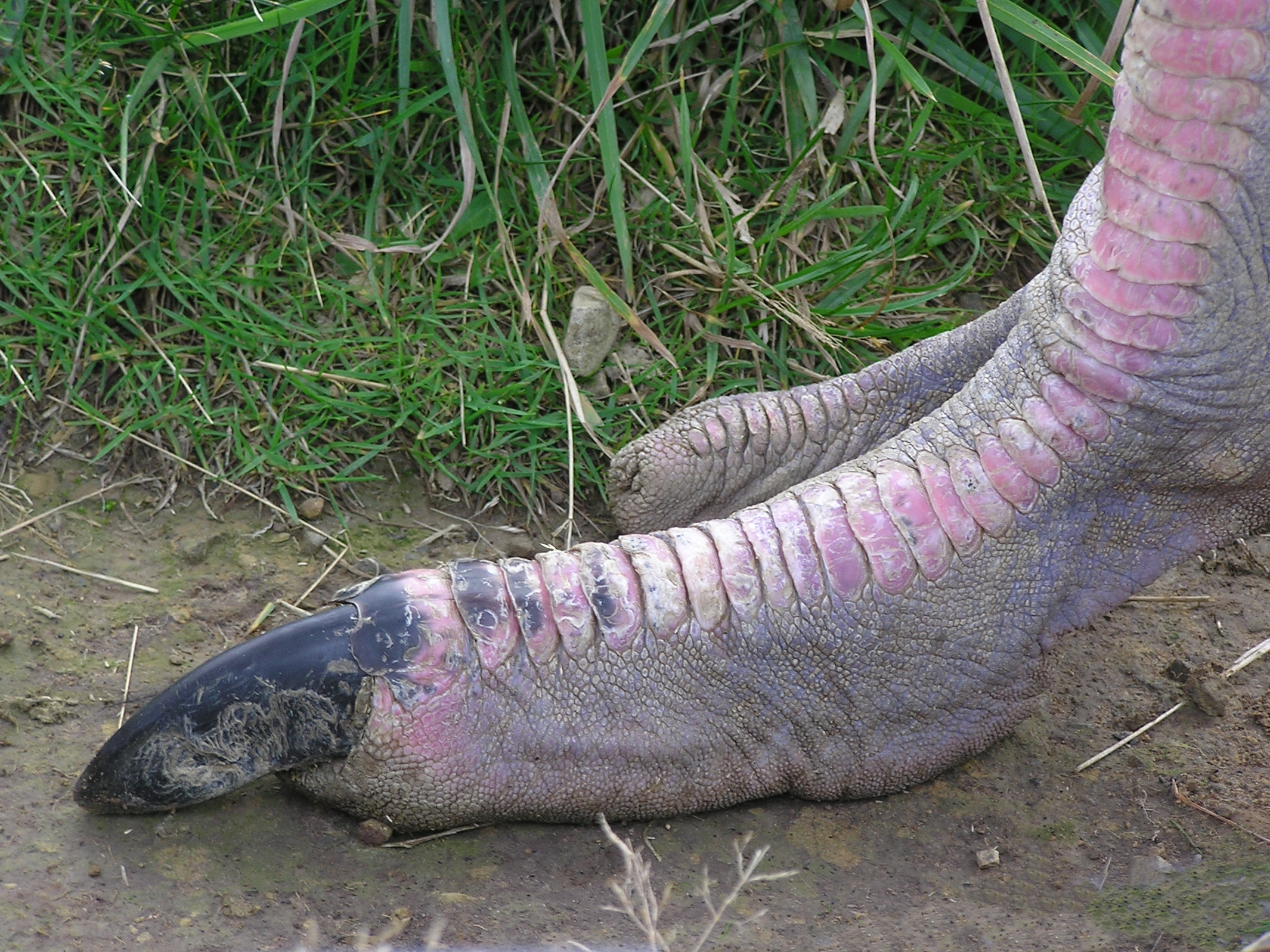
پا

شترمرغ (نام علمی: Struthio camelus) نوعی پرنده بی‌پرواز بومی آفریقا و نشخوارکننده از راستهٔ شترمرغ‌سانان است. شترمرغ بزرگ‌ترین پرندهٔ زنده دنیاست و تخم آن نیز از هر پرنده زنده دیگری بزرگ‌تر است.
شترمرغ ظاهر منحصربه‌فردی دارد که آن را از پرندگان دیگر متمایز می‌کند. آن‌ها با گردن و پاهای بلند خود قادرند با سرعت حدود ۷۰ کیلومتر بر ساعت بدوند که بالاترین سرعت زمینی در میان تمام پرنده‌هاست. غذای اصلی شترمرغ گیاهان است اما از بی‌مهرگان هم تغذیه می‌کنند. آن‌ها به صورت گروهی و در گروه‌های پنج تا ۵۰ نفری گذران زندگی می‌کنند و در هنگام خطر یا برای پنهان شدن روی زمین دراز کشیده یا فرار می‌کنند، اما اگر در گوشه‌ای گیر افتاده و راه فراری نداشته باشند با پاهای قدرتمند خود به دشمن حمله می‌کنند.
شترمرغ‌ها اهلی هم شده‌اند و در برخی نقاط دنیا پرورش داده می‌شوند. پرهای آن‌ها کاربرد زینتی داشته و در پوشاک هم استفاده می‌شود. از پوست شترمرغ برای تولید چرم استفاده شده و گوشت‌شان نیز در بازار عرضه می‌شود.
شترمرغ نر پرهای سیاهی دارد و انتهای پرها و بال‌های آن سفید است ولی پرهای شترمرغ ماده قهوه‌ای است. سر و گردن شترمرغ بدون پر و تاس است. این پرنده اغلب به صورت گروهی در بین گله‌های پستانداران علفخوار همچون گورخر و گاومیش و کل یال‌دار به سر می‌برد.

## ویژگی
شترمرغ‌ها معمولاً بین ۶۳ تا ۱۴۵ کیلوگرم وزن دارند. نژاد شترمرغ آفریقای شرقی به‌طور متوسط ۱۱۵ کیلوگرم نر و ۱۰۰ کیلوگرم ماده وزن دارد. به‌طور استثنا وزن شترمرغ ماده به ۱۵۶٫۸ کیلوگرم هم می‌رسد. در زمان بلوغ (دو تا چهار سال) قد شترمرغ‌های نر به ۲٫۱ تا ۲٫۸ متر می‌رسد در حالی که شترمرغ‌های ماده ۱٫۷ تا ۲ متر ارتفاع دارند.
جوجه‌های شترمرغ حنایی رنگ بوده و لکه‌های قهوه‌ای پررنگ دارند. در اولین سال زندگی، جوجه‌ها در هر ماه ۲۵ سانتی‌متر رشد می‌کنند. در اولین سال زندگی شترمرغ‌ها حدود ۴۵ کیلوگرم وزن دارند. عمر طبیعی شتر مرغ طولانی است و در حدود ۴۰ تا ۵۰ سال است اما عمر اقتصادی پرورش شتر مرغ ۱۰ سال بیشتر نیست. سن کشتار شتر مرغ برای تولید گوشت و پوست از ۱۰ تا ۱۴ ماهگی و میانگین بلوغ جنسی نر و ماده در حدود ۳۰ ماه است. شترمرغ نر غالباً پرهای سیاه و دم سفید رنگی دارد. دم یکی از گونه‌های شترمرغ به رنگ زرد و قهوه‌ای است. پوست گردن و ران شترمرغ ماده مایل به صورتی و خاکستری و این اعضا در شترمرغ‌های نر آبی - خاکستری است. خاکستری یا صورتی بودن وابسته به گونه شترمرغ دارد.
برخلاف تصور عموم مردم، شترمرغ‌ها هیچ‌گاه سر خود را هنگام ترس، درون زمین نمی‌کنند.

## انواع
پنج زیرگونه از شترمرغ شناخته شده‌است:
- شترمرغ جنوبی: یا شترمرغ سیاه (S. c. australis) در جنوب آفریقا که در سواحل جنوبی رودخانه‌های زامبزی و کونن زندگی می‌کند.
- شترمرغ شمال آفریقا: یا شترمرغ گردن‌قرمز (S. c. camelus) پرتعدادترین نوع شترمرغ که زیستگاه از اتیوپی و سودان در شرق به سوی حاشیه صحرای بزرگ آفریقا تا سنگال و موریتانی در غرب ادامه می‌یابد. این زیرگونه در گذشته در نواحی شمالی‌تر مثل مصر و جنوب مراکش نیز می‌زیسته‌است. شترمرغ شمال آفریقا با ۲٫۷۴ متر قد و ۱۵۴ کیلو وزن و سرعتی بیش از ۷۲ کیلومتر بر ساعت، بزرگ‌ترین و سریع‌ترین پرنده روی زمین است.[۴] سر آن سرخ‌رنگ، پوشش بدن نرها سیاه و سفید و ماده‌ها خاکستری است.
- شترمرغ ماسایی: (S. c. massaicus) در شرق آفریقا. پرهای کوچکی به رنگ نارنجی روشن بر روی سر، گردن و ران‌هایشان دارند. فقط در جنوب کنیا، اتیوپی و بخش‌هایی از جنوب سومالی حضور دارند.
- شترمرغ عربی: (S. c. syriacus) زیرگونه انقراض یافته‌ای که در گذشته در تعداد بسیار در شبه‌جزیره عربستان، سوریه و عراق زندگی می‌کرد و نسل آن در حدود سال ۱۹۶۶ به‌کلی نابود شد.
- شترمرغ سومالی: (S. c. molybdophanes) در شمال شرقی کنیا، جنوب اتیوپی و سومالی وجود دارد. گردن و ران آن‌ها سربی‌رنگ است. برخلاف دیگر شترمرغ‌ها گله‌ای زندگی نمی‌کند بلکه بیشتر تنها یا جفتی دیده می‌شوند. در شمال شرق کنیا با شترمرغ ماسایی زیستگاه مشترکی دارند. برخی این شترمرغ را گونهٔ مجزایی محسوب می‌کنند.

## تولید مثل
زمان جفت‌گیری در شترمرغ‌ها بسته به مکان زندگی‌شان متفاوت است. در شرق آفریقا، شترمرغ‌ها در فصل خشک اقدام به جوجه‌گذاری می‌کنند. حیوان نر با پاهای خود خراش‌هایی در زمین ایجاد می‌کند و ماده همراهش در حفره‌های پدید آمده تخم‌های خود را می‌گذارد. دیگر ماده‌ها نیز تخم‌های خود را در همین حفره‌های روی زمین قرار می‌دهند. ماده در طول روز، و نر درهنگام شب از تخم‌ها نگهبانی می‌کند. تخم‌های نگهبانی نشده می‌توانند مورد هجوم کرکس‌ها و دیگر درندگان قرار گیرند. در کل، کمتر از ۱۰ درصد کل آشیانه‌های اولیه در دوره سه هفته‌ای گذاشتن تخم و شش هفته‌ای خوابیدن بر روی تخم سالم می‌مانند.
پرنده نر به‌هنگام جفت‌گیری با باد کردن گلوی خود غرش‌های رسائی برمی‌آورد ولی به‌طور کلی و در سایر موارد شترمرغ‌ها فاقد صدای خاصی می‌باشند
شترمرغ ماده در فصل بهار به صورت یک روز در میان تخمگذاری نموده و در هر مرحله ۱۴ تا ۲۱ تخم می‌گذارد. وزن تقریبی هر تخم یک کیلو و نیم است. شترمرغ ماده در فصل تخم‌گذاری بسیار خشمگین و عصبانی است و اگر کسی مزاحمتی برایش ایجاد سازد با لگد ضربه محکمی بر او وارد می‌کند. پرندگانی مانند شترمرغ استرالیایی، کسوری و ری‌ها با اندک اختلافی در رنگ و پرها و محل زندگی، از تیره شترمرغ‌ها هستند.

## دشمن طبیعی
شترمرغ‌ها به عنوان پرنده‌ای بدون قابلیت پرواز در حیات وحشِ غنی ساوانای آفریقا با دشمنان طبیعی متعددی روبرو هستند. یوزپلنگ، شیر، پلنگ، سگ وحشی آفریقایی و کفتار خال‌دار از مهم‌ترین دشمنان این پرنده هستند. شترمرغ، با سرعت بالای خود در دویدن، قادر است از چنگ بیشتر آن‌ها بگریزد، و به همین جهت اغلب شکارچیان با کمین کردن، یک پرنده را غافلگیر می‌کنند، به‌جز یوزپلنگ که با سرعت بسیار بالای خود موفق‌ترین دشمن طبیعی شترمرغ‌های بالغ محسوب می‌شود.
شغال‌ها، پرندگان شکاری مختلف، و خدنگ‌ها از مهم‌ترین شکارچیان جوجه‌شترمرغ‌ها هستند. شترمرغ ها برای نجات جوجه‌هایشان سعی می‌کنند حواس شکارچی را پرت کنند، اما گاهی اوقات وارد نبرد خونینی با شکارچی می‌شوند و در چنین نبردهایی حتی توانایی کشتن قدرتمندترین دشمن خود، یعنی شیرها را هم دارند.

## شتر مرغ اهلی
این دام به دلیل قدرت متابولیسمی بالا و تبدیل غذا به انرژی، رشد سریع، عمر مفید و طولانی و تولید مثل بالا از دیگر دام‌ها متمایز است.
این دام به دلیل سازگاری با محیط زیست و آب و هوای متفاوت (از ۳۰ درجه سانتیگراد زیر صفر تا پنجاه بالای صفر) از نظر نگهداری، کم هزینه‌ترین جایگاه را به خود اختصاص داده‌است. با حصارکشی روی زمین‌های خاکی و ایجاد سایه‌بان، می‌توان از شترمرغ نگهداری کرد. غذای این پرنده، یونجه، علف، تخم علف‌ها، دانه‌ها، غلات، شکوفه‌ها وجوانه‌های سبز، میوه و گیاهان دانه‌دار اسن.
این پرنده برخلاف سایر دام‌ها می‌تواند در دشتها و فلاتها نیز زندگی کند و به دلیل داشتن سیستم گوارشی مناسب، آن هم به گونه‌ای که غذا به مدت ۴۲ ساعت در معده این پرنده گردش می‌کند، تمام مواد مغذی در بدنش جذب می‌شود.
شترمرغ با رشد سریعی که دارد، پس از یک ماهگی، روزی یک سانتیمتر رشد کرده و در سن ۱۰ ماهگی به رشد اصلی می‌رسد و قابل کشتار می‌شود.

## محصولات شترمرغ

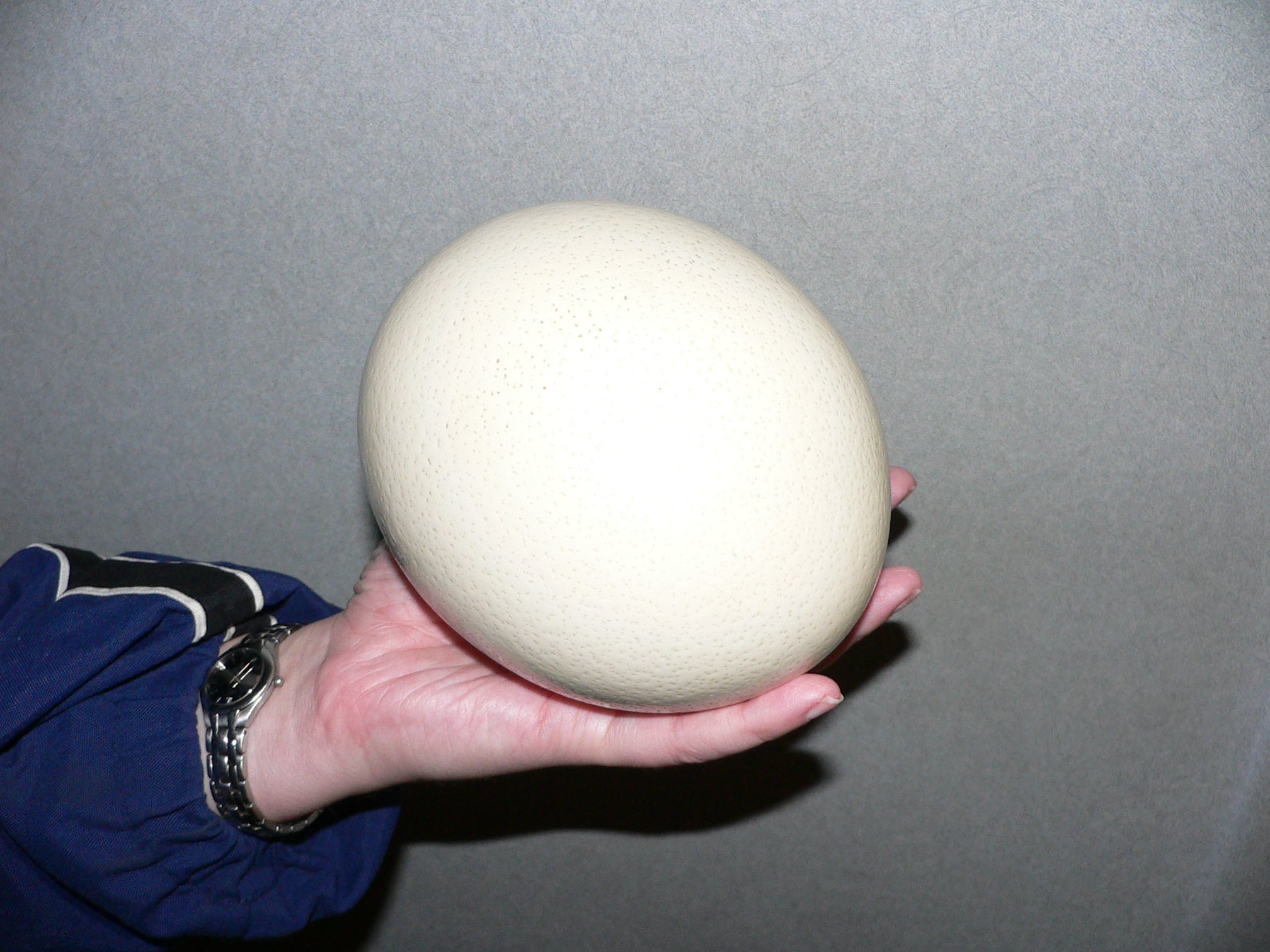
تخم شترمرغ

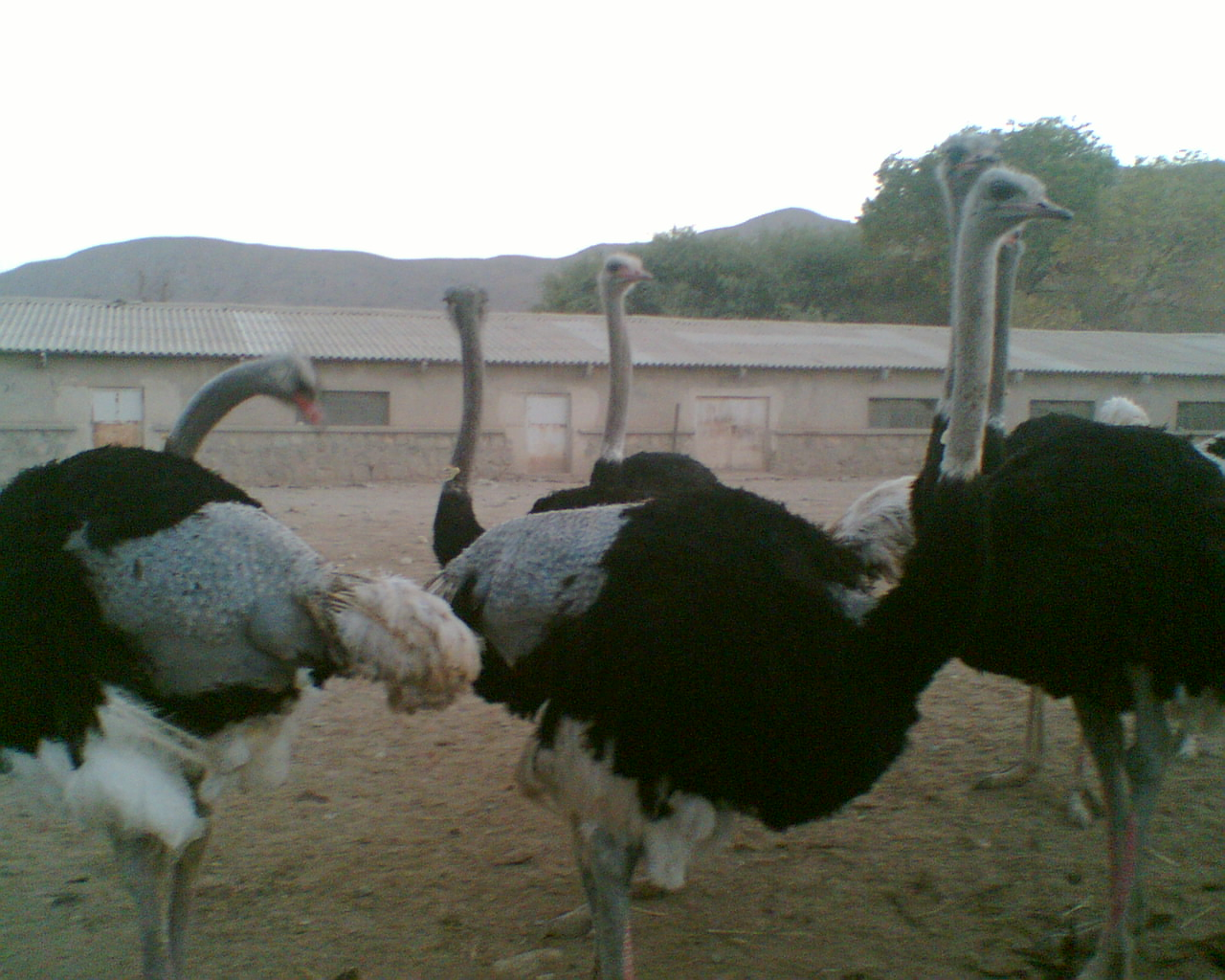
دستهٔ شترمرغ در پرورشگاهی در منطقهٔ لواسانات، تهران

- گوشت قرمز که کم چرب و کم کلسترول با طبیعتی گرم و دارای آهن است که گوشت این پرنده را از سایر گوشت‌های قرمز متمایز می‌سازد.
- پوست نرم، لطیف و با مقاومت بالا است که جای پرها (فولیکول) روی پوست دیده می‌شود. چرم پای شتر مرغ دارای طرحی منحصربفرد است و در تولید انواع کیف و کفش از آن استفاده می‌شود. پوست شترمرغ در بازارهای جهانی تا ۴۰۰ دلار قیمت دارد.
- روغن آن دارای اسیدهای چرب امگا ۳ و ۶ و ۹ می‌باشد؛ که خواص آن، تسکین دردهای مفصلی و ماهیچه ای، نرم و مرطوب‌کننده پوست و مو است.
- پر این پرنده در دوران باستان نماد پادشاهان و سرداران بوده‌است و هم چنین برای تزیین و ساخت گردگیر از آن استفاده می‌شود
- مغز این پرنده در درمان بیماری آلزایمر مؤثر است و از بافت زانوی شترمرغ جهت دستگاه‌های الکترونیکی، مخابراتی استفاده می‌شود. حتی می‌توان قرنیه چشم این پرنده را به قرنیه چشم انسان پیوند زد. [۵]